# Arrondissement de Barr
L'arrondissement de Barr est une ancienne subdivision administrative française du département du Bas-Rhin créée le 17 février 1800. La sous-préfecture est déplacée à Sélestat en 1804.

## Composition
Il comprenait les cantons de Barr, Benfeld, Erstein, Marckolsheim, Obernai, Rosheim, Sélestat et Villé.